# Mark Kelly
Mark Edward Kelly (Orange, 21 febbraio 1964) è un ex astronauta, ufficiale e politico statunitense, senatore per lo stato dell'Arizona dal 2020 per il Partito Democratico. Prima di intraprendere la carriera politica, Kelly ha volato in missioni di combattimento durante la Guerra del Golfo come aviatore navale prima di essere selezionato come pilota dello Space Shuttle della NASA nel 1996. Ha effettuato la sua prima missione spaziale nel 2001 come pilota della missione STS-108, poi ha pilotato la missione STS-121 nel 2006 e ha comandato la missione STS-124 nel 2008 e la missione STS-134 (l'ultima missione dello Space Shuttle Endeavour) nel 2011. 
Nel gennaio 2011, la moglie di Kelly, l'allora rappresentante dell'Arizona Gabrielle Giffords, è stata colpita e quasi uccisa in un tentativo di omicidio in Arizona. Kelly si ritirò dalla Marina e dalla NASA quell'ottobre. Nel 2013, Kelly e Giffords hanno fondato un comitato di azione politica senza scopo di lucro, Americans for Responsible Solutions (in seguito fuso in Giffords), che ha condotto una campagna per misure di controllo delle armi.

## Biografia
Mark Edward Kelly e il fratello gemello Scott Joseph Kelly sono i figli di Richard e Patricia (nata McAvoy) Kelly, due agenti di polizia in pensione. È di origine irlandese. Nato nel febbraio 1964 a Orange, nel New Jersey, è cresciuto a West Orange e si è diplomato alla Mountain High School nel 1982. Ha conseguito nel 1986 con il massimo dei voti un Bachelor of Science in ingegneria marina e scienze nautiche presso l'Accademia della Marina Mercantile. Nel 1994 ha conseguito un Master in ingegneria aerospaziale of Sciencein ingegneria aeronautica presso la US Naval Postgraduate School. 

## Carriera navale
Nel dicembre 1987 ha iniziato l'addestramento sull'aereo A-6 Intruder e successivamente assegnato all'Attack Squadron 115 presso Atsugi a Kanagawa, in Giappone ed ha effettuato due impieghi nel Golfo Persico sulla portaerei USS Midway. Nel secondo ha volato in 39 missioni di combattimento nell'ambito della guerra del Golfo. Dopo aver ricevuto il master ha frequentato la U.S. Naval Test Pilot School nel giugno 1993.

## Carriera alla NASA
Nell'agosto 1996 Mark Kelly e il suo fratello Scott sono stati selezionati come piloti dalla NASA. Mark Kelly ha registrato più di 54 giorni nello spazio. 

### STS-108
Il primo viaggio di Kelly nello spazio è stato come pilota di STS-108. Dopo diversi ritardi, Endeavour è decollato il 5 dicembre 2001, per l'ultima missione Shuttle del 2001. STS-108 Endeavour ha visitato la ISS, consegnando oltre tre tonnellate di equipaggiamento, rifornimenti e un nuovo equipaggio all'avamposto orbitante. I portelli sono stati aperti tra Endeavour e l'ISS Destiny Laboratory il 7 dicembre, consentendo ai 10 membri dell'equipaggio di salutarsi. L'equipaggio della Expedition 3 ha ufficialmente concluso la sua residenza di 117 giorni a bordo della ISS l'8 dicembre quando i loro sedili Soyuz personalizzati sono stati trasferiti a Endeavour per il viaggio di ritorno a casa. Il trasferimento dei sedili della Expedition 4 al veicolo di ritorno Soyuz attaccato alla stazione ha segnato lo scambio ufficiale degli equipaggi. 
Kelly e la specialista di missione Linda Godwin hanno utilizzato il braccio robotico della navetta per sollevare il modulo logistico multiuso Raffaello dalla stiva di carico della navetta e fissarlo a un ormeggio sul nodo Unity della stazione. Gli equipaggi hanno iniziato a scaricare i rifornimenti lo stesso giorno. I responsabili della missione hanno esteso la durata del volo di Endeavour a 12 giorni per consentire all'equipaggio di assistere con ulteriori attività di manutenzione sulla stazione, incluso il lavoro su un tapis roulant e la sostituzione di un compressore guasto in uno dei condizionatori d'aria nel modulo di servizio Zvezda. Una cerimonia di cambio di comando ha avuto luogo il 13 dicembre quando la spedizione 3 si è conclusa e la spedizione 4 è iniziata. L'STS-108 è tornato sulla Terra con il precedente equipaggio di tre uomini della ISS. 
Kelly ha orbitato intorno alla Terra 186 volte in 11 giorni e oltre 19 ore.

### STS-121

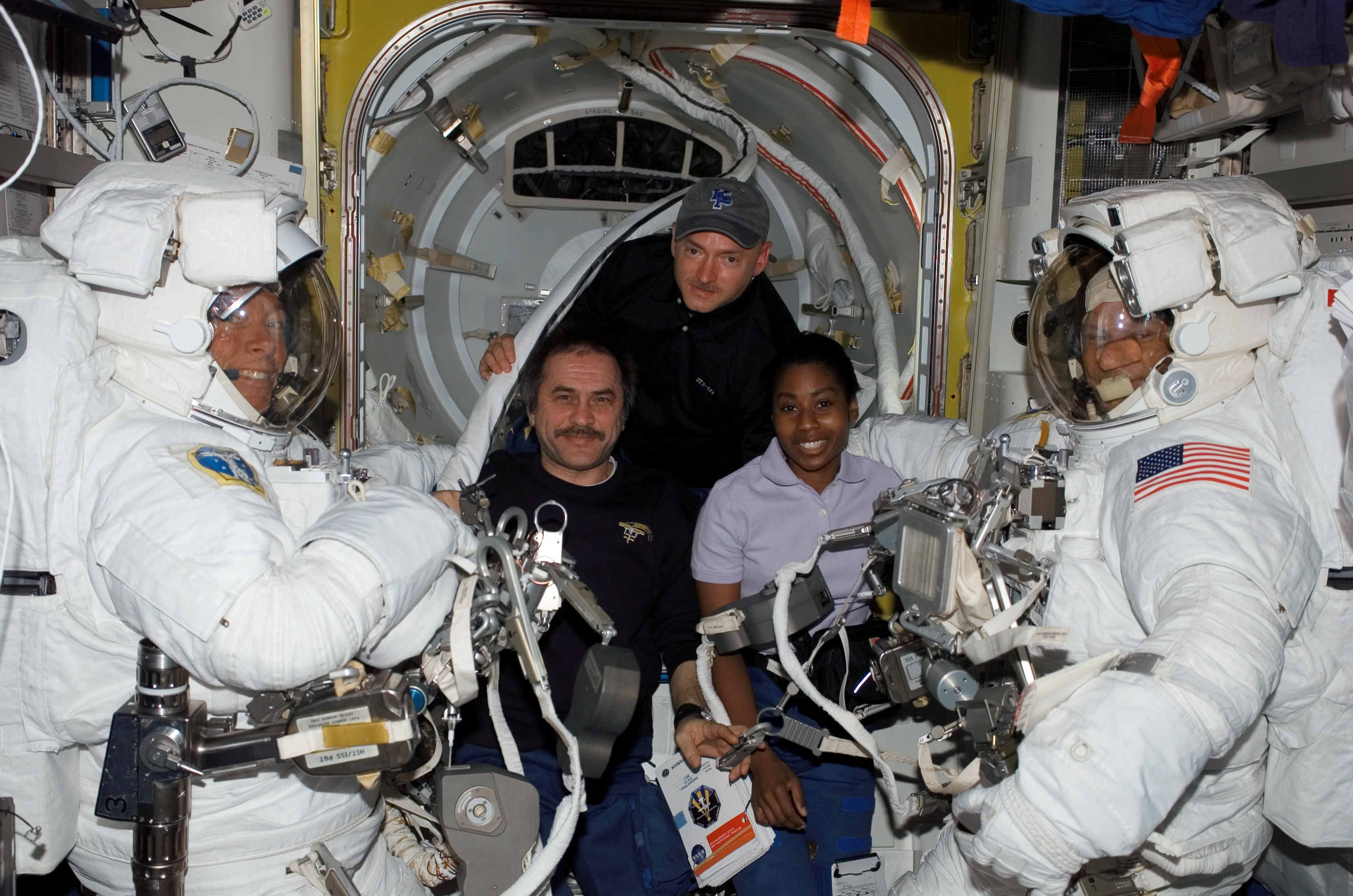
Kelly (al centro) circondato da Piers Sellers (destra), Michael Fossum (sinistra), il cosmonauta Pavel Vinogradov, rappresentante l'Agenzia spaziale russa (centro sinistra) e Stephanie Wilson (centro destra), 2006

Successivamente è stato assegnato come pilota alla missione STS-121, la seconda missione di ritorno al volo degli Shuttle dopo il disastro dello Space Shuttle Columbia. In questa missione a bordo dello Space Shuttle Discovery lanciata il 4 luglio 2006 a causa dei ritardi meteorologici, ha contribuito ai test per verificare le nuove procedure di sicurezza per la ripresa dei voli Shuttle, oltre a trasportare rifornimenti e l'astronauta Thomas Reiter sulla Stazione Spaziale.
Dopo l'incidente della Columbia, la NASA decise che sarebbero stati necessari due voli di prova e che le attività originariamente assegnate all'STS-114 avrebbero dovuto essere divise in due missioni a causa dell'aggiunta dei test di sicurezza post-Columbia. 
Gabby Giffords, all'epoca la ragazza di Kelly, scelse una delle canzoni d'inizio della missione, "Beautiful Day" degli U2.
Kelly ha orbitato attorno alla Terra 202 volte in 12 giorni e oltre 18 ore.

### STS-124
Il 31 maggio 2008 ha partecipato come comandante del Discovery nella missione STS-124. In questa missione gli astronauti del Discovery e della Stazione Spaziale hanno installato alcuni componenti del laboratorio giapponese Kibo (significa "speranza"), il modulo abitabile più grande della stazione.

### STS-134
Il giorno 16 maggio 2011 il Capitano di Vascello Mark Kelly è partito a bordo della navetta Endeavour per la missione STS-134 in qualità di comandante. La missione ha previsto l'attracco alla Stazione spaziale internazionale e l'installazione del gigantesco AMS-02 (Alpha Magnetic Spectrometer), strumento che studia i raggi cosmici, sviluppato da numerose industrie e istituti di ricerca, sotto la responsabilità del CERN di Ginevra.
Mentre era nello spazio, sua moglie fu ferita in una sparatoria. Ma la NASA ha annunciato il 4 febbraio 2011 che sarebbe rimasto a comandare la missione grazie anche ai notevoli progressi che sua moglie stava facendo nella guarigione. Peggy Whitson, all'epoca capo dell'Ufficio astronauti della NASA, disse: "Siamo fiduciosi nella sua capacità di condurre con successo questa missione, e so di parlare a nome di tutta la NASA dicendo 'bentornato'". 
Alle 16:00 del 22 maggio 2011, l'Agenzia Spaziale Europea e l'Agenzia Spaziale Italiana hanno organizzato una chiamata a Endeavour da parte di Papa Benedetto XVI. Durante la sua chiamata il papa ha esteso la sua benedizione alla moglie di Kelly. Si è trattato della prima volta di un papa che ha parlato con gli astronauti durante una missione. 

### Ritiro dalla NASA
Il 21 giugno 2011, Kelly ha annunciato che avrebbe lasciato il corpo degli astronauti della NASA e la Marina degli Stati Uniti a partire dal 1º ottobre. 

## Carriera politica

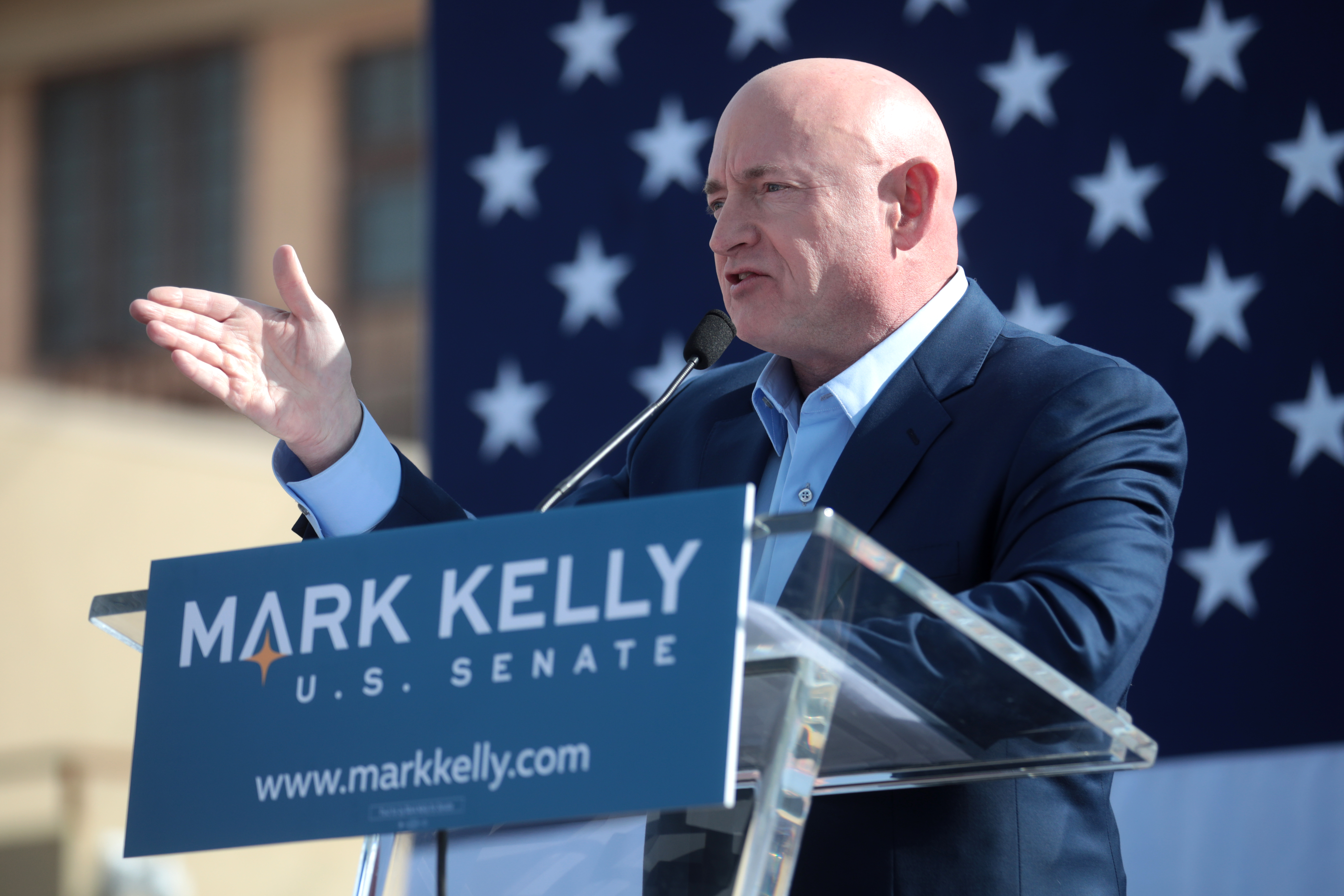
Kelly al lancio della campagna elettorale per il Senato nel centro di Phoenix nel febbraio 2019

### Senato degli Stati Uniti

#### Elezioni 2020
Il 12 febbraio 2019, Kelly ha annunciato che si sarebbe candidato come democratico alle elezioni speciali del Senato degli Stati Uniti del 2020 in Arizona. Il seggio era stato lasciato libero alla morte di John McCain il 25 agosto 2018 e tenuto da Jon Kyl, nominato dal governatore Doug Ducey, fino alle dimissioni di Kyl il 31 dicembre 2018. Kelly ha rifiutato di accettare i contributi elettorali dai comitati di azione politica aziendale (PAC), ma ha accettato migliaia di dollari in contributi elettorali da dirigenti e lobbisti aziendali. È stato eletto con il 51,2% dei voti, battendo la senatrice repubblicana uscente Martha McSally.
Con la sua elezione, per la prima volta dal 1953 l'Arizona ha due senatori democratici. Poiché si trattava di un'elezione speciale, Kelly è entrato in carica durante il 116º Congresso, poco dopo che l'Arizona ha certificato i suoi risultati elettorali il 30 novembre, a differenza di altri senatori e rappresentanti eletti nel 2020, che si sono insediati all'apertura del 117º Congresso il 3 gennaio 2021. Kelly ha prestato giuramento a mezzogiorno del 2 dicembre. Il suo mandato iniziale è terminato nel 2023. Vincitore delle elezioni del 2022, ha mantenuto il proprio seggio.
Kelly è il quarto astronauta in pensione ad essere eletto al Congresso, dopo John Glenn, Harrison Schmitt e Jack Swigert.
Il 2 dicembre 2020, Kelly ha espresso il suo primo voto al Senato, un "no" sulla nomina di Kathryn C. Davis alla Corte dei reclami federali degli Stati Uniti. Il 9 dicembre, Kelly ha votato "no" su una risoluzione che impedisce al presidente Donald Trump di vendere 23 miliardi di dollari in droni agli Emirati Arabi Uniti. Kelly ha diviso il suo voto votando sì su un'altra risoluzione che blocca le vendite di F-35 negli Emirati Arabi Uniti. Entrambe le risoluzioni sono fallite. Sulla scia dell'assalto al Campidoglio degli Stati Uniti nel 2021, Kelly ha espresso sostegno al vicepresidente Mike Pence e al gabinetto di Trump invocando il venticinquesimo emendamento alla Costituzione degli Stati Uniti per rimuovere Trump dall'incarico. Ha votato per la condanna nel secondo processo di impeachment di Trump, insieme ad altri 56 senatori.

#### 2022
Nel 2022 si è ricandidato alla carica di senatore per lo stato dell'Arizona per il Partito Democratico. È stato eletto con il 51,4% dei voti, battendo il candidato repubblicano Blake Masters.

## Vita privata

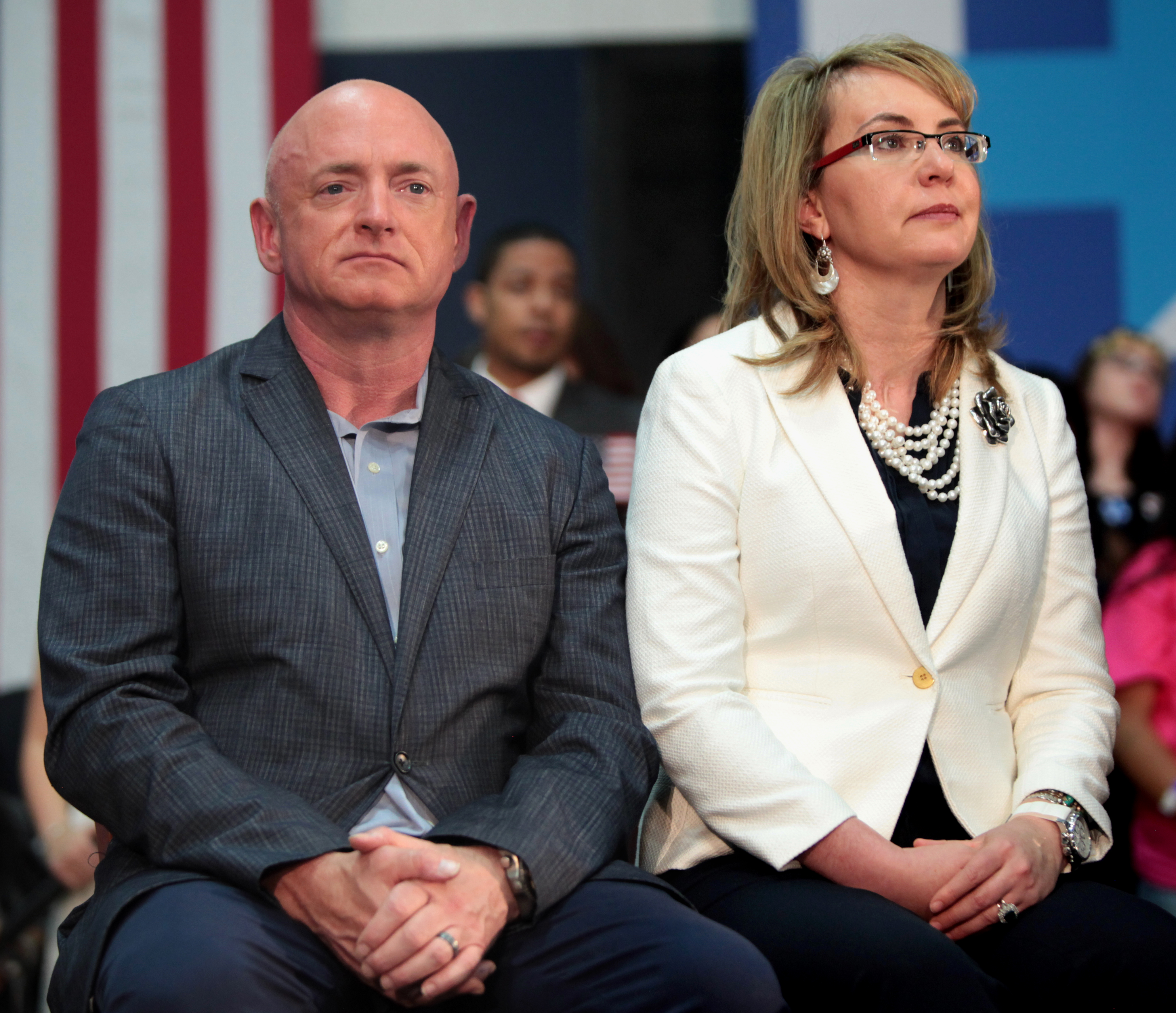
Kelly e la moglie Gabby Giffords nel 2016

Nel gennaio 1989 si è sposato con Amelia Victoria Babis, dalla quale ha avuto due figli, Claudia e Claire. Hanno divorziato nel 2004. Nel 2007 si è risposato con la deputata per l'Arizona Gabrielle Giffords, in una cerimonia presieduta dal rabbino Stephanie Aaron e alla presenza del suo equipaggio della navetta STS-124 ed ex segretario del lavoro Robert Reich. Reich ha brindato: "A una sposa che si muove a una velocità superiore a quella di chiunque altro a Washington, e a uno sposo che si muove a una velocità superiore a 17.000 miglia orarie". La coppia si era incontrata nel 2003 in un viaggio in Cina nell'ambito di una missione commerciale sponsorizzata dal Comitato nazionale per le relazioni USA-Cina.
Al momento del loro matrimonio, Kelly viveva a Houston, in Texas, e disse che il periodo più lungo che i due avevano trascorso insieme era di un paio di settimane. Aggiunse anche che non avevano in programma di vivere sempre in quel modo, ma che era ciò a cui erano abituati. Ha chiarito: "Ti insegna a non sudare le piccole cose".

### Sparatoria a Tucson del 2011
Gabrielle Giffords ha subito un tentativo di omicidio l'8 gennaio 2011 in una sparatoria a Tucson in cui morirono sei persone tra cui una bambina di nove anni. Kelly, che si trovava a Houston, prese l'aereo per Tucson con i componenti della sua famiglia. Durante il viaggio, i Kelly ricevettero una notizia errata secondo cui Giffords era morta. Ha raccontato Kelly: "I bambini, Claudia e Claire, hanno iniziato a piangere. Mia madre, ha quasi urlato. Io ero appena entrato in bagno e mi sono sentito crollare tutto addosso". Chiamando la famiglia di lei a Tucson, Kelly ha scoperto che il rapporto era falso e che lei era viva e in sala operatoria. "È stato un terribile errore", ha detto Kelly.
Dal momento in cui è arrivato a Tucson, Kelly ha vegliato al capezzale di sua moglie mentre lottava per sopravvivere e iniziava a riprendersi. Quando le sue condizioni iniziarono a migliorare, la famiglia Kelly-Giffords cercò opzioni per strutture di riabilitazione e ne scelse una a Houston. Il 21 gennaio, Giffords è stata trasferita al Memorial Hermann–Texas Medical Center, dove ha trascorso cinque giorni prima di trasferirsi al TIRR Memorial Hermann, dove ha continuato il suo recupero e riabilitazione.

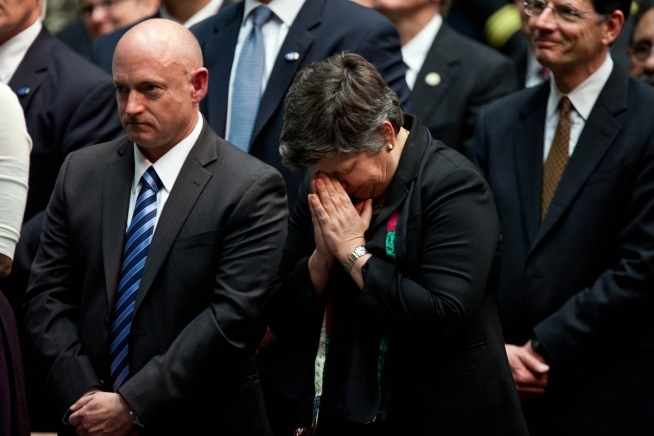
Kelly e il Segretario della Sicurezza nazionale Janet Napolitano al servizio commemorativo di Tucson. Napolitano è stata governatore dell'Arizona dal 2003 al 2009

Il 12 gennaio 2011, presso l'Università dell'Arizona, si è tenuta una funzione commemorativa per le vittime del tentativo di omicidio. Il presidente Obama è volato a Tucson per parlare durante la cerimonia. Kelly sedeva tra la First Lady Michelle Obama e il segretario alla sicurezza interna Janet Napolitano, l'ex governatore dell'Arizona. Alla fine del servizio, Obama lo abbracciò, dopodiché Kelly tornò in ospedale per stare con la moglie.
Kelly ha parlato il 3 febbraio 2011 alla National Prayer Breakfast a Washington, in cui ha parlato anche Obama. Kelly ha detto che l'attacco a sua moglie lo ha avvicinato a Dio e gli ha dato una ritrovata consapevolezza riguardo alla preghiera. Ha dichiarato che prima dell'attacco, "pensavo che il mondo girasse e che l'orologio ticchettasse e le cose accadono senza un motivo particolare", ma che, a Tucson, si è ritrovato a pregare: "Preghi dove sei. Preghi quando Dio è lì nel tuo cuore".

### Per il controllo delle armi
Nel gennaio 2013, Kelly e Giffords hanno avviato un comitato di azione politica, Americans for Responsible Solutions. La missione dell'organizzazione è promuovere soluzioni alla violenza armata con i funzionari eletti e il pubblico in generale. La coppia afferma di sostenere il Secondo Emendamento mentre promuove il possesso responsabile delle armi e "tenendo le armi fuori dalle mani di persone pericolose come criminali, terroristi e malati di mente". Il gruppo afferma che "le attuali leggi sulle armi consentono ai venditori privati di vendere armi senza un controllo dei precedenti, creando una scappatoia che fornisce ai criminali e ai malati di mente un facile accesso alle armi". Il 31 marzo 2013, Kelly ha dichiarato: "Qualsiasi fattura che non includa un controllo universale dei precedenti trascorsi è un errore. È la cosa più di buon senso che possiamo fare per impedire a criminali e malati di mente di avere accesso alle armi." Nel 2016, Americans for Responsible Solutions si è unito al Law Center to Prevent Gun Violence e ha lanciato un'organizzazione congiunta nota come " Gifford".

## Ricerca sugli effetti della permanenza nello spazio

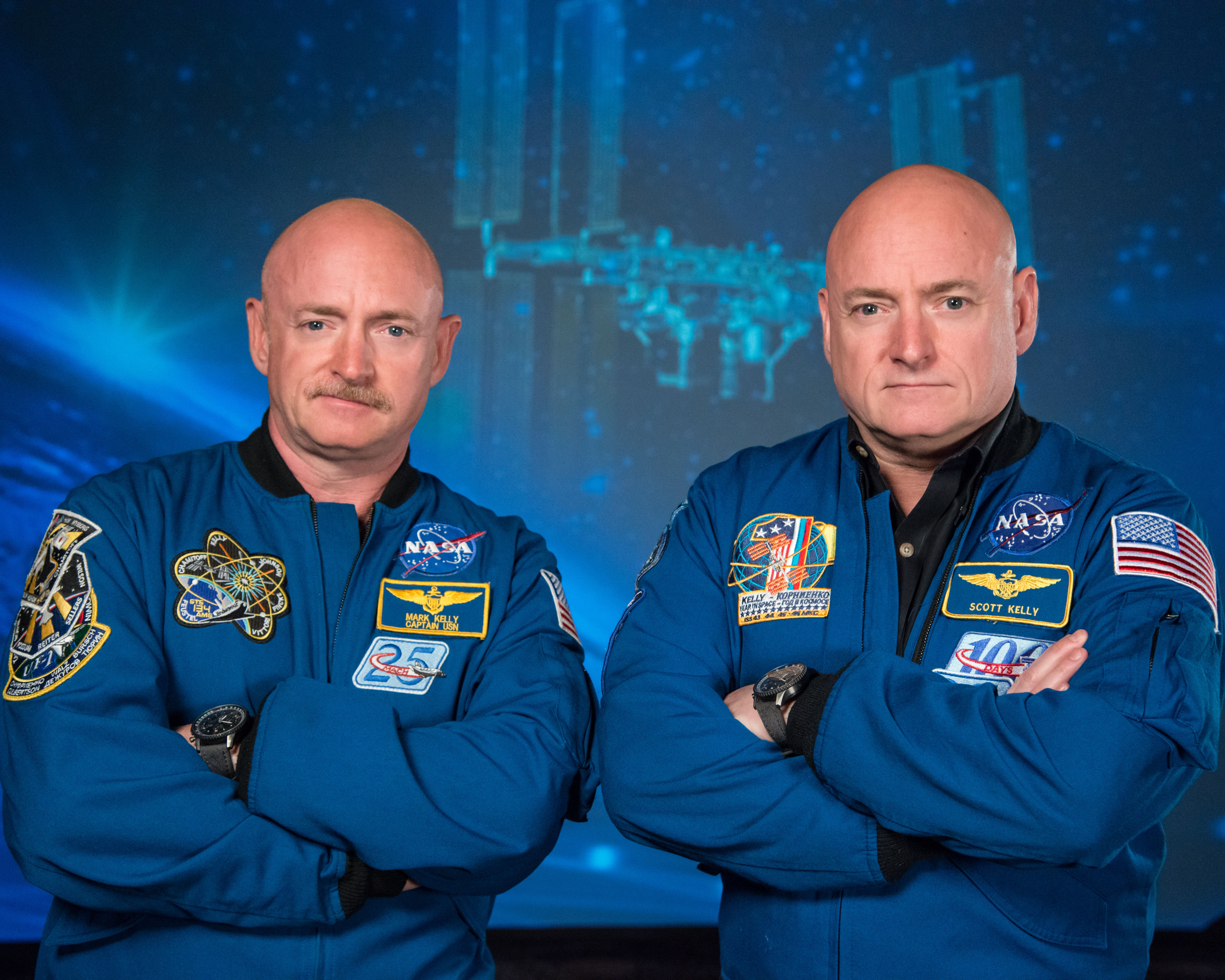
Mark e Scott Kelly dopo la missione Year in Space (2016)

Nel 2015, il fratello gemello Scott Joseph Kelly è stato designato per la missione della stessa durata nella Stazione spaziale internazionale, assieme al cosmonauta russo Mikhail Kornienko. La partenza è avvenuta il 27 marzo 2015. I tratti cognitivi e genetici di Kelly sono stati misurati prima e dopo il volo. Sono stati così studiati gli effetti della permanenza nello spazio sul corpo umano, soprattutto delle radiazioni a livello genetico, confrontando i parametri biologici di Scott a fine missione con quelli del fratello Mark rimasto sulla terra. Nel giro di diversi mesi dal ritorno sulla Terra, Scott Kelly si riadattò a vivere nella gravità terrestre.
I test genetici hanno rivelato cambiamenti nell'espressione genetica di Scott e un aumento della lunghezza dei suoi telomeri rispetto a prima del volo.